# ドム ケルシュ
ドム　ケルシュ（ドイツ語: Dom Kölsch）は、ドイツのノルトライン＝ヴェストファーレン州ケルンにあるブルワリーのビール。

## 概要
ケルン独特の自ビールのスタイル・ケルシュの代表的なブランド。ケルシュを名乗れるのは、ケルン近郊の、伝統的な製法を守っている醸造所の銘柄だけである。また、ケルシュはビールではめずらしい、原産地統制呼称である。
Domは、大聖堂のことであり、ラベルにはケルン大聖堂の影が描かれている。
見た目はピルスナー同様淡色の透き通ったビールであるが、大麦・小麦麦芽に、上面発酵酵母を用いて下面発酵並みの低温で醸造する。そのためフルーティな味わいに仕上がるのが特徴である。
独特の上面発酵で仕上げられる為、この醸造所が持つ種類はこのケルシュのみである。